# Cédrick Desjardins
Cédrick Desjardins (* 30. September 1985 in Edmundston, New Brunswick) ist ein kanadischer Eishockeytorwart.

## Karriere
Cédrick Desjardins begann seine Karriere als Eishockeyspieler in der kanadischen Juniorenliga Québec Major Junior Hockey League, in der er von 2002 bis 2005 für die Océanic de Rimouski aktiv war. Mit der Mannschaft gewann er in der Saison 2004/05 die Coupe du Président, die QMJHL-Meisterschaft. Anschließend wechselte der Torwart innerhalb der QMJHL zu den Remparts de Québec, die 2006 im Finale um die Coupe du Président den Moncton Wildcats unterlagen. Da diese jedoch gleichzeitig Gastgeber des Memorial Cups, des Endturniers um den Meistertitel der Canadian Hockey League, waren, durften die Remparts de Québec als Coupe-du-Président-Finalist nachrücken und konnten sich schließlich im Memorial-Cup-Finale für die vorherige Niederlage bei den Moncton Wildcats revanchieren. Der Kanadier selbst hatte großen Anteil an diesem Erfolg und wurde in das All-Star Team des Turniers berufen. Zudem erhielt er die Hap Emms Memorial Trophy als bester Torwart des Turniers.

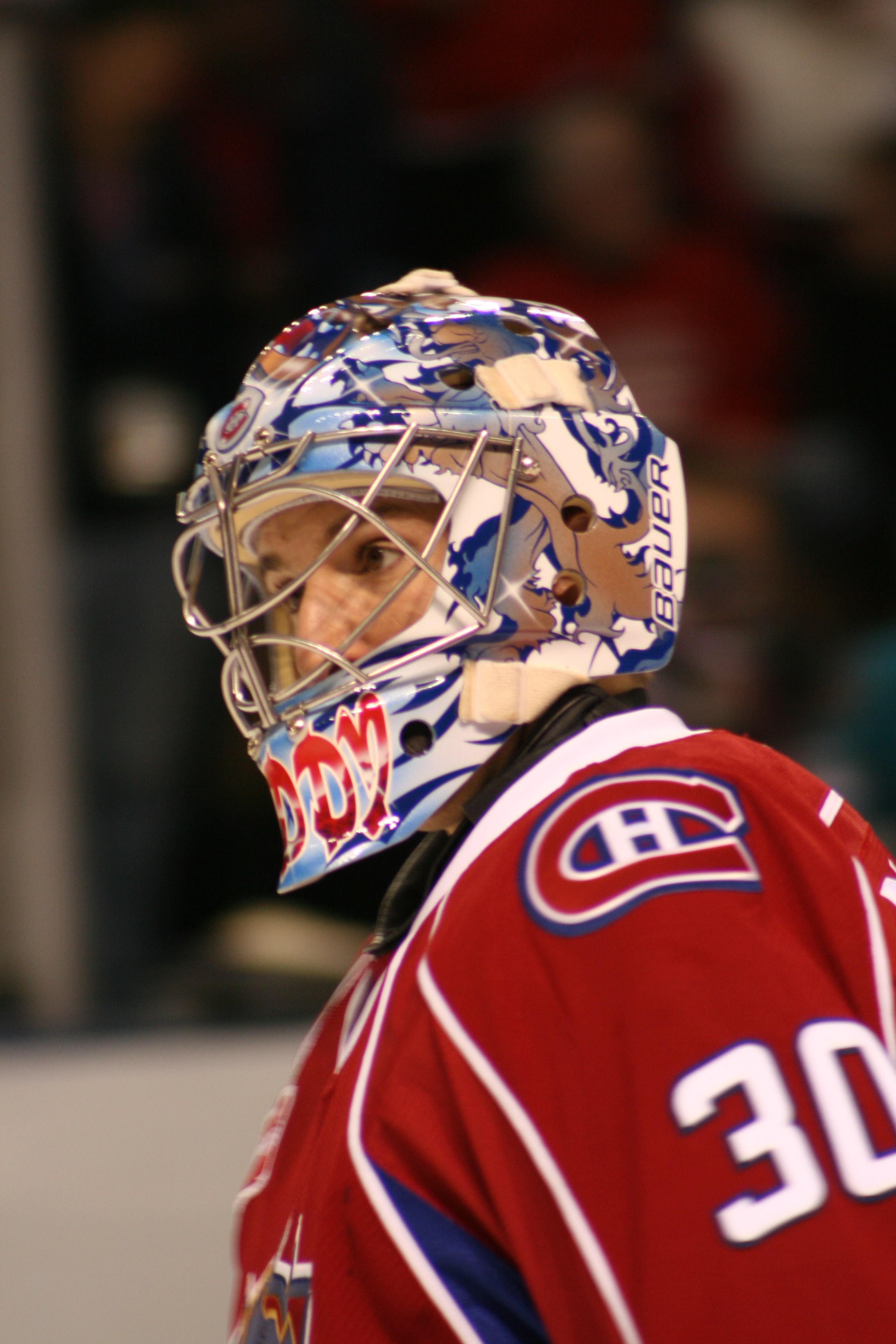
Desjardins beim AHL All-Star Classic 2010

Im Sommer 2006 erhielt Desjardins einen Vertrag bei den Hamilton Bulldogs aus der American Hockey League, kam jedoch in den ersten beiden Jahren hauptsächlich für deren Farmteam aus der ECHL, die Cincinnati Cyclones, zum Einsatz. Mit den Cyclones gewann er in der Saison 2007/08 den Kelly Cup und zeigte vor allem bei seinen 16 Einsätzen in den Playoffs gute Leistungen, wofür er als Kelly Cup Playoffs Most Valuable Player ausgezeichnet wurde. In der Folgezeit konnte sich der Goalie aus New Brunswick bei den Hamilton Bulldogs in der AHL durchsetzen, für die er von 2008 bis 2010 ausschließlich in der AHL spielte. In der Saison 2009/10 stellte er zusammen mit Curtis Sanford das erfolgreichste Torwart-Duo, wofür sie mit dem Harry „Hap“ Holmes Memorial Award belohnt wurden. Desjardins selbst trug mit einem Gegentorschnitt von nur 2,00 in den 47 Spielen der regulären Saison, in denen er für Hamilton auflief, zu dieser Auszeichnung bei.
Im August 2010 wurde Desjardins zu von den Canadiens de Montréal, die die Rechte am Spieler besaßen, an die Tampa Bay Lightning abgegeben. Nachdem er zunächst für deren AHL-Farmteam Norfolk Admirals aufgelaufen war, gab er am 30. Dezember 2010 beim Sieg gegen Montréal sein Debüt für die Tampa Bay Lightning in der National Hockey League. Am 8. Juli 2011 unterzeichnete Desjardins einen Kontrakt für ein Jahr bei der Colorado Avalanche und absolvierte in der folgenden Spielzeit 2011/12 insgesamt 36 Spiele für das Farmteam der Avalanche, die Lake Erie Monsters, in der AHL. Im Juli 2012 kehrte er zu seiner alten Mannschaft nach Hamilton zurück, nachdem er einen Zweiwegevertrag über ein Jahr bei den Canadiens de Montréal unterzeichnete, welche jedoch in ihrem NHL-Kader keine Verwendung für den Rechtsfänger fanden.
Mitte Februar 2013 wurde Desjardins im Austausch für Dustin Tokarski erneut zu den Tampa Bay Lightning transferiert, für die er in den folgenden eineinhalb Jahren lediglich vier Partien bestritt und ansonsten nicht über Einsätze beim Farmteam Syracuse Crunch in der AHL hinaus kam. Im Sommer 2014 wurde der Kanadier von den New York Rangers verpflichtet, die ihn ebenfalls unmittelbar an ihr Farmteam Hartford Wolf Pack abgaben. In der anschließenden Saison 2014/15 absolvierte er jedoch lediglich 15 Spiele in der AHL, bevor er aufgrund eines Kreuzbandrisses den Rest der verbleibenden Spielzeit ausfiel. Nach dem Ende der Spielzeit unterschrieb Desjardins einen Vertrag bei den Manchester Monarchs, kam aber in der Saison 2015/16 nicht über fünf Einsätze für die Monarchs sowie ein Spiel für die Indy Fuel hinaus. Im Jahr 2016 wechselte er zu den Marquis de Jonquière in die Ligue Nord-Américaine de Hockey.

## Erfolge und Auszeichnungen
| - 2005 Coupe-du-Président-Gewinn mit den Océanic de Rimouski - 2006 Memorial-Cup-Gewinn mit den Remparts de Québec - 2006 Memorial Cup All-Star-Team - 2006 Hap Emms Memorial Trophy - 2007 Teilnahme am ECHL All-Star Game - 2007 ECHL All-Rookie Team | - 2008 Kelly-Cup-Gewinn mit den Cincinnati Cyclones - 2008 Kelly Cup Playoffs Most Valuable Player - 2010 Teilnahme am AHL All-Star Classic - 2010 Harry „Hap“ Holmes Memorial Award (gemeinsam mit Curtis Sanford) - 2010 AHL Second All-Star Team |